# パート2 (お笑いコンビ)
パート2（パートツー）は、かつて松竹芸能で活動していた漫才コンビ。ショートコントの原型とされる「4コマ漫才」で有名。1979年結成。2000年解散。

## メンバー
- 原 勝也（はら かつや、熊本県出身、1950年7月8日 - ）本名、前原 勝也。

以前は上原ステップの芸名で「上原ホップ・ステップ」というコンビで活動していた。
- 森 健四郎（もり けんしろう、兵庫県出身、1952年10月13日 - ）本名同じ。

妻は、元ミヤ蝶代・花代の花代。
現在は丹波篠山市に在住し、ゴルフ場で働いている。

## 概要
ともに松竹芸能タレント養成所出身。1975年に森、原、真田実でトリオ漫才「ヤングにっぽんず」を結成、デビュー。真田実が俳優に転向したため、1979年に「ヤングにっぽんず」を解散し、「パート2」を結成した。
当初は普通の漫才を行っていたが、追っかけの女の子からヒントをもらって1983年頃、新聞や雑誌に載っていた4コマ漫画を参考にして、「4コマ漫才」を考案。持ち時間の中で短いコントを次々と披露する、現在の「ショートコント」の形を作り出し、人気を得るようになった。ネタの着眼点のヒントとしたのはコント55号で、当時浅草松竹演芸場で公開収録していた『コント55号のなんでそうなるの?』を現場で観覧し、オンエアされない短い過激なコントをネタ作りの指針にしていた。
1984年には、『お笑いスター誕生!!』の第2回オープントーナメントサバイバルシリーズで優勝し、100万円を獲得。賞金を事務所に手渡した際、「この金で僕らを売り出してください」と訴えた。
以後、80年代後半からウッチャンナンチャン、ジャドーズなどショートコントスタイルのお笑いが増え、反比例するようにテレビからフェードアウト。
東京進出を目指していたが、事務所に止められたため、そのまま関西で活動。時事ネタを組み合わせた4コマ漫才で中堅の位置を確保していたが、2000年7月に解散。
その後、原はスナックの雇われ店長、森は寿司屋チェーン店の雇われ店長をしていたがすぐに再結成。ケーエープロダクションに所属したが、またもや解散した。
原は2003年に殺陣コントグループを結成したが、すぐに解散。その後は二人ともに引退。

## 4コマ漫才
最初の挨拶は「今日のお越しを、ありがとう（あ、よいしょ）〜　岩おこし（あ、そりゃ）〜　粟おこし（あ、どっこい）〜　ようお越し（何のこっちゃ）　パート2、4コマ漫才！」
ブリッジとして「チャララララン、チャラララン（オクラホマミキサーのメロディ）」と歌った後、タイトルを言って短いコントを披露し、終わればブリッジを入れて次のコントに移る。
最後の挨拶は「またのお越しを、待ってます（あ、よいしょ）〜　岩おこし（あ、そりゃ）〜　粟おこし（あ、どっこい）〜　またお越し（パート2でした）」
現在のショートコントの原型といわれている。しかし森自身は引退後に受けたインタビューで、「ショートコントという形式は昔からあるんです。『漫画トリオ』もそうですし、東京の軽演劇にもたくさんある。ただ、衣装を付けず、短いネタを連発する形式だけが新しかったんやと思いますよ」と語っている。

## エピソード
- 「ヤングにっぽんず」時代に第8回NHK上方漫才コンテストで優秀努力賞を受賞し、NHKの三枝の笑タイムのレギュラー出演が決まったが、原が友人の誕生会に出席し酒を飲んで寝過ごし、翌日朝九時からの生放送に遅刻したためNHKから一年間の謹慎処分を受けた[3]。

## 受賞歴
- 1984年 『お笑いスター誕生!!』第2回オープントーナメントサバイバルシリーズ優勝
- 1984年 第13回上方お笑い大賞銀賞
- 1986年 第21回上方漫才大賞新人賞

## ビデオ
- 「コント100連発〜笑撃のマシン」（VHSビデオ、1995年10月発売、ハピネット）品番：B00005G1I4